# Anders Andersson i Skyrsta
Anders Andersson (i riksdagen kallad Andersson i Skyrsta), född 19 april 1764 i Hammars socken, död 15 maj 1828 i Hammars socken, var en svensk riksdagsman i bondeståndet.
Andersson företrädde Sundbo härad av Örebro län vid den urtima riksdagen 1817–1818 och Sundbo, Kumla, Hardemo, Edsbergs, Grimstens och Lekebergs härader vid riksdagen 1823.
Vid riksdagen 1823 var Andersson ledamot i bevillningsutskottet.